# Maraké
Le maraké est un rituel de passage pratiqué au sein des sociétés amérindiennes Wayana et Apalaï, qui habitent sur le plateau des Guyanes, notamment sur les rives des fleuves Mana et Maroni.

## Présentation
Ce rituel formalise le passage de la puberté à l'âge adulte chez les jeunes Wayana, mais il peut aussi être célébré à d'autres occasions lors des étapes importantes de la vie des individus. C'est aussi un moment privilégié pour renforcer la cohésion du groupe et celle de la communauté.
La pratique et la connaissance de ce rituel sont fortement menacées du fait de la disparition progressive des anciens chanteurs Kalawu, ces derniers jouant un rôle central dans le rituel du maraké. Le dernier chanteur Kalawu, Kulijaman, est décédé en 2001. 
On assiste cependant à un regain d'intérêt de certains jeunes adultes pour ce rituel, qui organisent à nouveau des maraké à partir des différents témoignages et récits des anciens, et souhaitent sauvegarder ce fort témoignage de leur culture, qui était déjà pratiqué au XVIIIe siècle.
La Direction des affaires culturelles de Guyane, consciente de l'urgence de sauvegarder le rituel, a entrepris dès 2003 un travail d'analyse et de traduction des paroles de cet art poétique que constitue le kalawu.
Le ministère de la Culture, soutenu par le Parc national amazonien de Guyane a déposé le 31 mars 2011 un dossier de candidature pour faire entrer le maraké sur la liste de sauvegarde du patrimoine mondial de l’Unesco, au titre du Patrimoine culturel immatériel de l'humanité. La pratique est également inscrite à l'Inventaire du patrimoine culturel immatériel en France.